# Beilschmiedia sessilifolia
Beilschmiedia sessilifolia là loài thực vật có hoa trong họ Nguyệt quế. Loài này được (Stapf) Engl. ex Fouilloy miêu tả khoa học đầu tiên năm 1974.